# Henri de Braekeleer

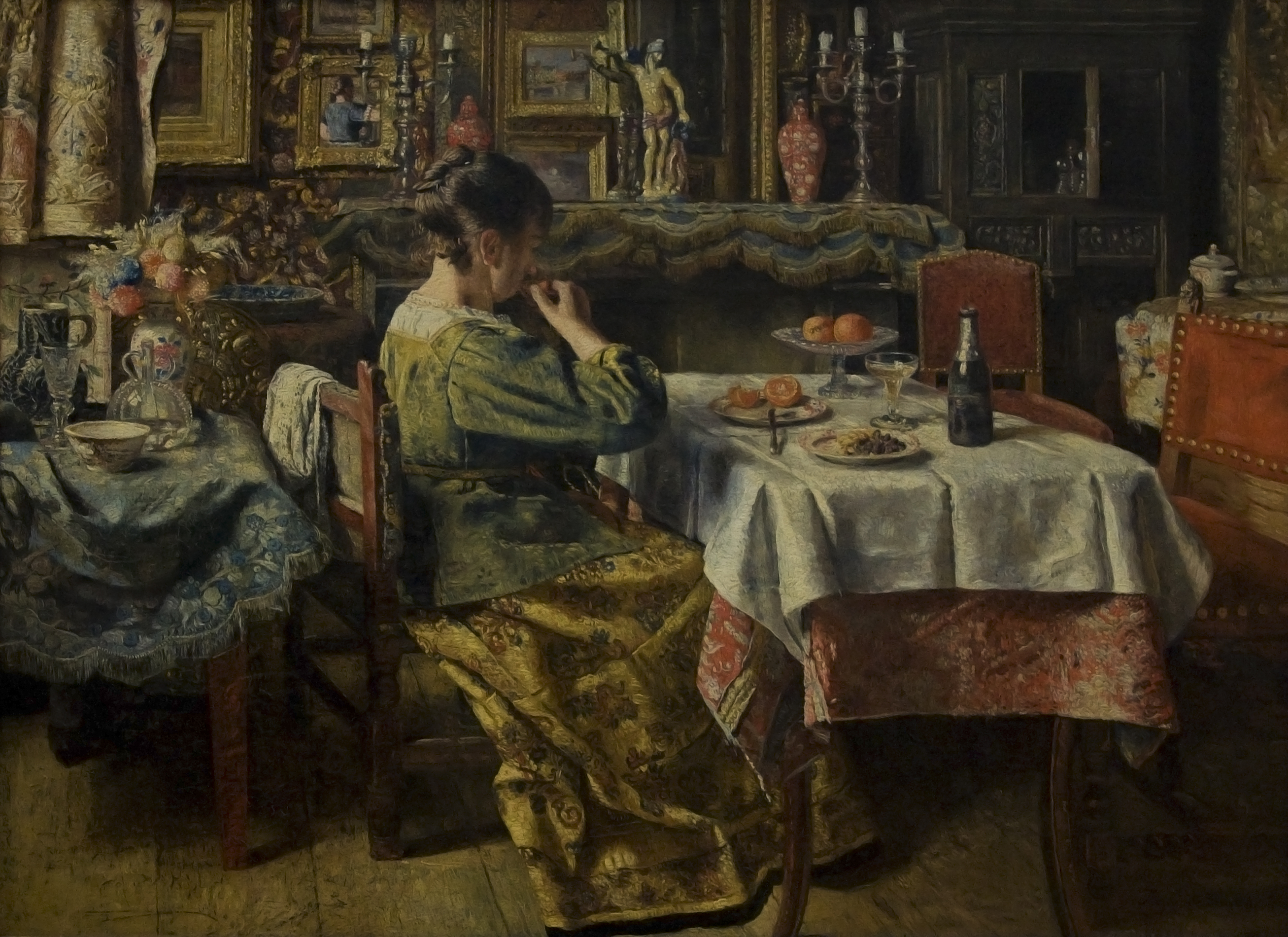
La comida, por Henri de Braekeleer, Museo Real de Bellas Artes de Amberes.

Henri de Braekeleer (Amberes, 11 de junio de 1840-Ibidem, 20 de julio de 1888) fue un pintor belga.
Formaba parte de una familia de pintores flamencos, por lo que suelen producirse equívocos a la hora de fijar la autoría de sus cuadros; era hijo de Ferdinand de Braekeleer (apodado El Viejo), hermano de Ferdinand de Braekeleer (El Joven), primo de Adrien Ferdinand de Braekeleer y sobrino de Henri Leys. Está considerado como el artista más importante de la familia.

## Reseña biográfica
Formado en la pintura por su padre, Ferdinand de Braekeleer El Viejo, y por su tío, Henri Leys, entra en 1854 en la Real Academia de Bellas Artes de Amberes, donde estudió hasta 1861. Durante estos años expuso en el Salón de Amberes de 1858 varias de sus obras, como El segador o La lavandera.
Viajó a Alemania en 1862 y a los Países Bajos en 1863, profundizando en el conocimiento de la pintura de los siglos XVI y XVII. La influencia de Pieter de Hooch y de Vermeer se observa claramente en sus pinturas, a menudo centradas en un único personaje absorto en su tarea, en un silencioso interior iluminado por una ventana (como en Hombre en una silla —1875, Real Museo de Bellas Artes de Amberes— o en El hombre en la ventana —1873/1876, Museos Reales de Bellas Artes de Bélgica—).

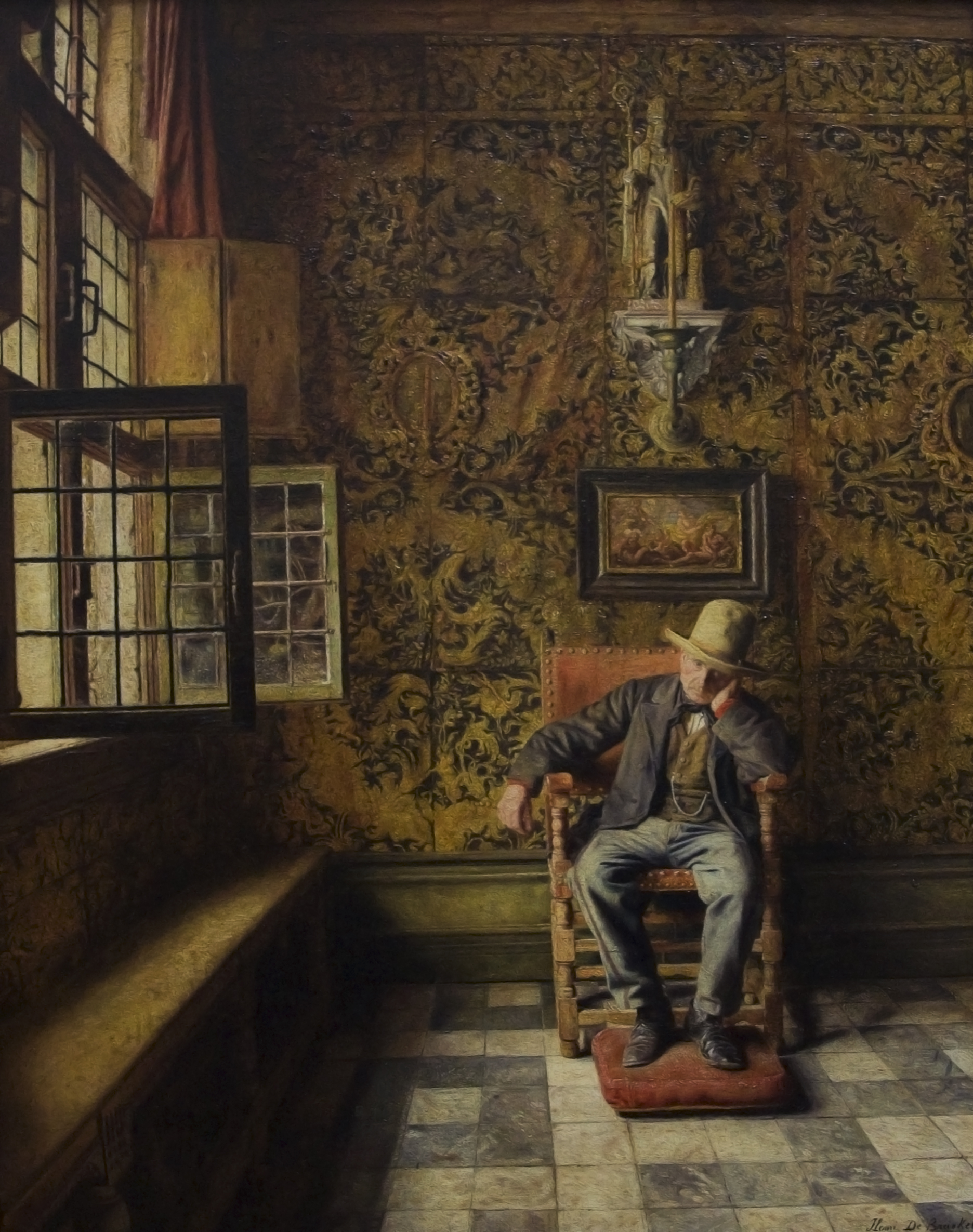
Hombre en una silla, Museo de Bellas Artes de Amberes.

En 1869 firmó un contrato con el marchante belga Gustave Coûteaux, relación que duraría hasta 1876 (año de la muerte de su tío Henri Leys); este fue el periodo más productivo de su carrera artística, alcanzó gran notoriedad y recibió la Medalla de oro del Salón de Bruselas de 1872 por El geógrafo y La lección. Un año después, en la Exposición Internacional de Viena, también recibiría una medalla de oro, esta vez por El taller del pintor y La celebración del cumpleaños de la abuela (ambas obras expuestas hoy en día en los Museos Reales de Bellas Artes de Bélgica).
El detallismo que se observa en sus obras y el gusto por reconstruir el pasado a la manera de los antiguos maestros flamencos, revelan claramente su pertenencia a la escuela belga de pintura. Richar Muther describe en 1904 el encanto de sus obras: «... la luz cae de lado, a través de las cortinas de una ventana, y juega sobre la vieja cama con dosel, los antiguos baúles, las jarras y los platos de la pared...», concluyendo con una frase que nos muestra su profunda admiración: «Sus cuadros tienen también toda la traquilidad, toda la intimidad de los cuadros de de Hooch».
Víctima de una depresión, abandona la pintura entre 1879 y 1881. Cuando la retoma, su estilo cambia, utilizando pinceladas más cortas y visibles, probablemente por influencia de los impresionistas, como se observa en La comida (De maaltijd, 1885, Museo de Amberes), en Salle dans la Maison hydraulique à Anvers (1886, Museos Reales de Bellas Artes de Bélgica) o en La partida de cartas (1887).
Aunque la mayoría de sus obras son escenas de interiores, también pintó bodegones, como Fresas y champagne (1883) o Naturaleza muerta con jarra (ambas en el Real Museo de Bellas Artes de Amberes), o paisajes, como "Vista de la villa de Anvers" (Museos Reales de Bellas Artes de Bélgica) o Jardín de un floristero (1864, Real Museo de Bellas Artes de Amberes).

## Obra
En los Museos Reales de Bellas Artes de Bélgica se encuentra gran parte de su obra, como por ejemplo:
- El hombre en la ventana (1873-1876)
- La partida de cartas (1887)
- Mujer del pueblo (1886-1887), donde se observan grandes influencias impresionistas.

El Real Museo de Bellas Artes de Amberes también posee un gran número de obras del autor, entre las que se encuentran:
- Hombre en una silla (1875)
- La comida.

En el Museo de Bellas Artes de Gante se encuentra el cuadro Apartamento interior.